# 沈冰
沈冰（1976年7月23日—），江苏张家港人，毕业于浙江大学和南洋理工大学，原中国中央电视台主持人、中共中央政法委员会信息中心副主任。

## 生平
1976年，沈冰生於山西。1995年，沈冰被保送到浙江大学学习金融。1996年，只念了几个月又被保送到新加坡南洋理工大学继续读书，大学期间到新加坡《联合早报》实习，因为表现优秀而被聘为《联合早报》的财经记者。2001年，沈冰进入中国中央电视台担任主持人，主持《对话》。2002年，先是搭配刘建宏主持2002年世界杯足球賽的《你好世界杯》直播節目，後加盟《经济半小时》，2004年，與白岩松和李小萌共同主持《新闻会客厅》节目。2008年北京夏季奥运会，沈冰擔任中央电视台奥运频道的总主持人。2009年2月，沈冰擔任中共中央政法委员会影视中心副主任。2013年12月初，沈冰因涉前中央政法委周永康案，被中国共产党中央纪律检查委员会帶走調查。2014年1月被媒体曝光 。

## 家庭
沈冰的丈夫是上海市房地产大亨蔡建国。2003年，两人低调结婚，2006年3月，沈冰生下一个女儿。2008年底，两人离婚。沈冰離婚後，嫁給了第二任丈夫双全控股有限公司董事长王偉斌。

## 奖项
1997年国际大专辩论赛殿军
2001年，中央电视台节目主持人大赛获银奖。
央视2008年度“优秀播音员主持人”

## 其它
香港飆笛出版社出版了一本名为《沈冰自述——我和周永康的故事》的书，但此書的真實性從一開始就被人懷疑，尤其是因為此書據稱是沈冰在拘留期間所寫的，書中所提及的事實也有不少錯誤（如重要事件的發生日期）。此外，這本書的香港代理商拒絕透露書中談話內容是如何得來的，也拒絕透露這本書的編輯和印刷過程。但是部份中國政界人士卻認為這本書即使並非全屬真實，但大部份內容都是可信的，因為書中的部份細節只有深入了解中國政治和最高領導人生活的人士才能提供。